# Стуани, Кристиан
Кри́стиан Рика́рдо Стуа́ни Курбе́ло (исп. Christian Ricardo Stuani Curbelo, испанское произношение: [ˈkɾistjan esˈtwani]; род. 12 октября 1986, Тала, Канелонес) — уругвайский футболист, нападающий испанского клуба «Жирона». Выступал за сборную Уругвая.

## Биография

### Начало карьеры
Кристиан Стуани начал профессиональную карьеру в «Данубио» в 2004 году. В 2005 году Стуани был отдан в аренду в «Белья Виста», где блестяще проявил себя, забив за полсезона в 14 матчах 12 голов. «Данубио» возвратил своего нападающего из аренды и клуб не прогадал — в сезоне 2006/07 Стуани помог своей команде стать чемпионом Уругвая.

### «Реджина»
4 января 2008 года итальянская «Реджина» объявила о покупке 22-летнего уругвайского нападающего. За 1,5 года в Италии Стуани сумел отметиться лишь 1 забитым голом в 17 матчах. 4 августа 2009 года «Реджина» отдала игрока в аренду в клуб испанской Сегунды «Альбасете». В Испании у Кристиана получился очень удачный сезон — он отметился 23 голами в 40 матчах за свою команду и занял второе место в списке лучших бомбардиров Сегунды сезона 2009/10.
В следующем сезоне Стуани выступал на правах аренды уже в Примере чемпионата Испании за «Леванте». Его результативность несколько упала — 8 голов в 30 матчах. В сезоне 2011/12 Стуани в третий раз подряд был отдан в аренду в испанскую команду «Расинг» из Сантандера, где за год сумел забить уже 9 мячей в 32 матчах Примеры.

### «Эспаньол»
Летом 2012 года контракт Стуани с «Реджиной» завершился и уругваец подписал полноценное 4-летнее соглашение с «Эспаньолом». Дебютировал 2 сентября, во встрече против своей бывшей команды — «Леванте», а первый гол забил 21 октября в победной встрече против «Райо Вальекано» (3:2).

### «Мидлсбро»
14 июля 2015 года уругваец подписал двухлетний контракт с английским клубом «Мидлсбро», представляющим Чемпионшип. 7 мая 2016 года в заключительном туре чемпионата Стуани забил гол в ворота «Брайтон энд Хоув Альбион», который позволил его команде сыграть вничью (1:1) и выйти в Премьер-Лигу.
21 августа 2016 года, в своей первой игре в Премьер-Лиге, нападающий оформил дубль в гостевом поединке против «Сандерленда» и помог своей команде одержать победу (2:1).

### «Жирона»
Проведя два сезона в Англии, в июле 2017 года Стуани вернулся в Испанию, подписав трёхлетний контракт с новичками Ла Лиги — клубом «Жирона».

## Международная карьера
14 ноября 2012 года Кристиан Стуани дебютировал за сборную Уругвая, выйдя на замену Луису Суаресу на 85-й минуте товарищеского матча против Польши (3:1). 14 августа 2013 года Стуани отыграл уже 22 минуты в товарищеской игре против Японии, также завершившейся победой Селесте со счётом 4:2.

## Достижения

### Командные
«Данубио»
- Чемпион Уругвая: 2006/07

«Мидлсбро»
- Серебряный призёр Чемпионшипа: 2015/16

### Личные
- Обладатель Трофея Пичичи (Сегунда): 2019/20, 2021/22
- Автор лучшего гола месяца английской Премьер-лиги: август 2016